# Dorino Ier Gattilusio
Dorino Gattilusio (mort le 30 juin 1455) est le quatrième seigneur de Lesbos issu de la famille des Gattilusi. Lors de son règne, il voit l'ascension de l'Empire ottoman et tente tant bien que mal de maintenir son indépendance.

## Biographie
Il est le deuxième fils de Francesco II Gattilusio et de Valentina Doria. Il succède à son frère aîné, Jacopo Gattilusio, en 1428. Auparavant, il est gouverneur de Phocée durant plusieurs années, au moins depuis 1423-1424. Peu après être devenu seigneur de Lesbos, il contacte la république de Gênes pour être parti au traité de 1428 avec Alphonse V d'Aragon et participer à la guerre contre la république de Venise. 
Vers 1438, sa fille Marie se marie avec Alexandre de Trébizonde, alors en exil. De ce fait, Dorino est entraîné dans les luttes de pouvoir de l'empire de Trébizonde. Selon Pedro Tafur qui le rencontre alors qu'il est à Mytilène, Alexandre prépare des navires pour combattre son frère à Trébizonde. Toutefois, Tafur l'informe que Jean IV de Trébizonde a scellé une alliance avec les Turcs en se mariant avec une turque et qu'une entreprise belliqueuse serait particulièrement risquée. Une lettre retrouvée dans les archives génoises témoigne du fait que Dorino a été sollicité pour trouver un terrain d'entente entre Alexandre et Jean IV, tandis qu'une rente aurait été promise à Alexandre pour lui assurer une vie décente. Pour Gênes, il s'agit avant tout d'éviter qu'une guerre civile ne menace ses intérêts dans la région du Pont. 
Dorino parvient à prendre le contrôle du château de Kokkinos sur Lemnos, ainsi que de l'île de Thasos. 
Après la chute de Constantinople en 1453, l'hégémonie ottomane dans la mer Egée devient très forte mais Dorino parvient à maintenir sa seigneurie jusqu'à sa mort en 1455.